# العلاقات الأردنية العراقية
تعتبر العلاقات الأردنية العراقية علاقات وثيقة تاريخيا، بين الشعبيين والبلديين. كانت هناك عدة جهود لتوحيد الدولتيين خلال القرن الماضي. الأردن منذ العام 2003 أصبح قبلة للعراقيين على مختلف انتماءاتهم الطائفية والسياسية، وشكلت الجالية العراقية المقيمة في الأردن تجمعاً لمختلف القوى الحكومية والمعارضة بل وحتى قوى المقاومة. حاليا هناك سفارة أردنية في بغداد وأخرى عراقية في عمان.

## العراق في العهد الهاشمي
كان المؤتمر العراقي المنعقد في دمشق عام 1920م قد قرر "استقلال البلاد العراقية المسلوخة عن تركيا بحدودها المعروفة، والمناداة بالأمير عبد الله بن الحسين ملكا دستوريا بلقب ملك العراق.
ولما كان العراق يخضع في ذلك الوقت للحكم العسكري البريطاني، فقد توجه الأمير عبد الله إلى لمقابلة المندوب السامي البريطاني اللورد اللنبي في مصر ليعرض عليه مقررات المؤتمر، إلا أن مسعاه لم ينجح بسبب عدم موافقة بريطانيا على ذلك من جهة، ثم عدول المجلس العربي للثورة العراقية عن ترشيح الأمير عبد الله وذلك لانشغاله في أمور مهمة، ثم عزم والده ترشيحه لقطر آخر. لهذا قرر العراقيون مبايعة فيصل ملكاً على العراق، وقبل الأمير عبد الله إمارة شرق الأردن نيابة عن والده، ووافق أن يدير شقيقه فيصل عرش العراق برسالة حملها عوني عبد الهادي لفيصل بهذا الخصوص.
بعد تتويج فيصل بن الحسين على عرش العراق في آب عام 1921م، بدأت العلاقات الأردنية العراقية تتسم بطابع الود والاتفاق على كثير من الأمور المهمة ذات العلاقة المشتركة بينهم، فقد أيد الملك فيصل استقلال حكومة شرق الأردن، الذي أعلنته بريطانيا عام 1923م، كذلك تباحث الأخوان في عام 1924م بشأن وضع التدابير اللازمة لوقف الغزو الوهابي على شرق الأردن، وخلال مؤتمر الكويت وقف الجانبان جبهة واحدة إزاء المواقف السعودية.
وفيما يتعلق بالحدود فقد اتّفق الطرفان على أن تبدأ بينها من تقاطع خط الطول 39ْ شرقاً وخط العرض 32ْ شمالاً، ثم تسير في الشمال الغربي بخط مستقيم إلى أقرب نقطة على الحدود بين سوريا وشرق الأردن، على خط العرض 33ْ شمالاً. وقد تم تعديل هذه الحدود في أوائل التسعينات، وتنازل العراق عن جزء من أراضيه للأردن.
بعد وفاة الملك فيصل في أيلول عام 1933م، تولى الأمير عبد الله بن الحسين زعامة الأسرة الهاشمية، ومن خلال زيارات متعددة قام بها الأمير عبد الله بن الحسين في الفترة الواقعة ما بين آب 1933م، وتموز 1935م، حاول الأمير عبد الله أن يوجد نوعاً من التحالف بين العراق وشرق الأردن.
في عام 1941 شهدت العلاقات الأردنية العراقية تحسناً كبيراً أرسى دعائمها الأمير عبد الله بن الحسين مع الأمير عبد الإله الوصي على عرش العراق، فبعد مشاركة الجيش العربي الأردني في القضاء على حركة رشيد عالي الكيلاني. سار البلدان على سياسة التفاهم المشترك. وبدأت تظهر في الأجواء مشاريع وحدوية أهمها مشروع (الهلال الخصيب) ومشروع سوريا الكبرى.وقد تبنى المشروع الأول العراق، وتبنى المشروع الثاني شرق الأردن.
وفي أوائل عام 1945م حدث تقارب بين البلدين الهاشميين، بحثت على إثره إمكانية توحيد القطرين، إلا أن المشروع لم ينجح. بسبب عدم تأييد جامعة الدول العربية المشروع خشية انقسام دول الجامعة. ولذلك استبدل المشروع بمعاهدة تحالف وأخوة تم التوقيع عليها في 14 / نيسان/ 1947م.
شكل الأردن حلف بغداد مع كل من العراق وتركيا وإيران، والذي انحل بعد ثورة عبد الكريم قاسم في العراق في يوليه 1958م.
في عام 1958م، تم، رداً على وحدة مصر وسورية التي تمت في فبراير 1958م، وبعد
استمرت العلاقات الأردنية العراقية تسير حسناً إلى أن تم إعلان الاتحاد العربي بينهما (الاتحاد بين مملكتي الأردن والعراق) في عام 1958م، إلا أن أمد هذا الاتحاد لم يدم طويلاً حيث خمسة أشهر من الوحدة، حدثت ثورة العراق وقُتل الملك فيصل ملك العراق، وانتهى، بذلك، حُكم العائلة الهاشمية المالكة بالعراق ونظام الحكم الملكي فيه في 14 تموز عام 1958، وبالرغم من أن الملك اعتبر ما حدث أمراً داخلياً يخص العراقيين، إلا أن العلاقات توترت خلال فترة الستينات السبعينات، ثم عادت وتحسنت خلال الثمانينات بسبب الموقف القومي الأردني من الحرب العراقية الإيرانية، التي وقف فيها العراق يدافع عن البوابة الشرقية للوطن العربي، وعن حقه في استعادة مياهه الإقليمية في شط العرب. وازدادت أواصرالعلاقة السياسية والشعبية بين القطرين بعد أزمة الخليج والعدوان الذي تزعمته الولايات المتحدة إلى جانب ثلاثين دولة أخرى؛ حيث أصبح الأردن الرئة الوحيدة التي تنفس بواسطتها العراقيون.

## في عهد صدام حسين
في عام 1979, بدأ العراق بحاكمه الجديد صدام حسين اتصالاته لتوثيق التنسيق سعيا منه لحلفاء عرب، ولتوفير دعم من الدول العربية لنظامه. فكان أحد الاطرفا العرب هم الأردنيين، الذي يمكن للعراق امدادهم بالنفط والدعم الاقتصادي.
دخل صدام بحرب مع الجمهورية الإسلامية الإيرانية، فدعم الأردن بقيادة الملك حسين ان ذاك العراق ووقفه بجانبه ضد إيران. اعتبرت الحكومة الأردنية إيران باعتبارها تهديدا محتملا، ليس فقط للأردن لكن أيضا خطرا من التمدد الشيعي، وقطع امدادت النفط. وكان الأردن الذي كان يتلقى مساعدات من العراق في هذه الحرب وبالمثابل دعم الأردن العراق اقتصاديا وسياسيا على وجه الخصوص. في الواقع أصبح ميناء العقبة الأردني والطرق البرية بين الأردن والعراق خط الإمداد الرئيسي طوال ثماني سنوات من تلك الحرب. وفي المقابل، حصل الأردن على النفط من العراق بأسعار أقل بكثير من القيمة السوقية.
دخل صدام الكويت عام 1991, فأضرت بالأردن بسبب وقوفها مع العراق أو اتخاذها موقفا معتدلا من النزاع، وقد دفع الاقتصاد الأردني الثمن بسبب انقطاع المساعدات الأميركية بالإضافة إلى التداعيات المرتبطة بعودة أكثر من (300) ألف أردني كانوا يعملون في الكويت ودول خليجية، وشكل هولاء عبئاً اقتصاديا واجتماعيا وماليا ثقيلاً على بلد محدود الموارد.
الفترة ما بين 1991-2002 كانت فترة جيدة في تاريخ العلاقت بين البلدين حيث دعم فيها العراق الاقتصاد الأردني سواء بمنحه النفط بأسعار مخفضة أو حتى مجانا، وتحول الأردن إلى المتنفس الاقتصادي الوحيد للعراق في فترة المقاطعة الاقتصادية له من قبل المجتمع الدولي بضغط اميركي.
وصلت العلاقات الأردنية العراقية إلى منعطف جديد، عندما هرب صهر الرئيس العراقي حسين كامل إلى الأردن، فضلا عن استقبال قسم من المعارضة العراقية مما أثار غضب صدام. لكن العلاقات بقيت تسير ضمن ضوابط محسوبة واعتماد متبادل: العراق لا يستطيع التخلي عن منفذه الوحيد على العالم الخارجي كما ترحب الأردن باستمرار سياسة النفط المدعوم الذي رفع عن كاهلها بعض الاعباء الاقتصادية.

## الحرب الأمريكية
تعلمت السياسة الأردنية من اخطاء الماضي، وتتتخذ موقفا مؤيدا للعراق، بل وقف في الجهة الأخرى. رغم الرفض الشعبي العارم وعداء الشارع المتزايد للسياسة الاميركية. لكنها في المقابل رفضت ان تكون اراضيها منطلقا للقوات الأمريكية أو قوات التحالف، ورفضت التدخل في شؤون العراق الداخلية.
في أثناء الحرب كان الدور الأردني في تقديم المساعدات الطبية والغذائية بالإضافة إلى تسهيل عمل ودخول المنظمات الدولية في الأردن لتقديم المساعدات بكافة أشكالها. وتم إنشاء مستشفى ميداني في الفلوجة، وإرسال فريق طبي من وزارة الصحة لمدينة الرطبة لتطعيم الأطفال العراقيين، ورصد مبالغ للهيئات الخيرية الأردنية لتقديم المساعدات الطبية للشعب العراقي.
كان لتفجيرات عمان المنطلقة من الأراضي العراقي والتي اودت بحياة 57 شخص جراء تفجير ثلاثة فنادق في عمان رد فعل أردني جعله يشدد اجراءاته على الحدود العراقية وشعوره بان الأراضي العراقية يمكن ان تشكل قاعدة وخطرا لمثل هذه الجماعات... لكنه بقي يفي بالتزاماته مثل استمراره بتدريب كوادر الشرطة والجيش العراقيين إضافة إلى تدريب الكوادر الأمنية. هناك بعض القضايا المختلف عليها مثل تسليم افراد من عائلة صدام يقيمون في عمان رفضت الأردن تسليمهم العراق.

## حاليا

### آلية التعاون بين البلدين
- اللجنة العليا الأردنية العراقية: عقدت اللجنة العليا الأردنية العراقية اجتماعها الأول بتاريخ 3/11/2004، حيث قام رئيسا الوزراء في كلا البلدين بالتوقيع على محضر الاجتماع الأول للجنة العليا والذي يوضح الآلية التي تحكم عمل الإطار الهيكلي للتعاون بين البلدين، حيث تضمن المحضر ما يلي:
- المنطقة الحرة الكرامة: لخدمة تجارة الترانزيت والمبادلات التجارية الدولية والصناعات التصديرية، حيث تم تخصيص عشرة آلاف دونم.
- تأسيس مكتب البعثة المؤقتة للبنك الدولي في عمان: تم تأَسيس مكتب البعثة المؤقتة للبنك الدولي في عمان بعد توقيع اتفاقية بين البنك الدولي والحكومة الأردنية/ وزارة التخطيط والتعاون الدولي بتاريخ 12/4/2004 وذلك لإدارة عملياته في الأردن نظراً للظروف الأمنيّة الراهنة في العراق.
- تدريب الكوادر العراقية من خلال برنامج التدريب: تم توقيع اتفاقية بين الحكومة الأردنية/وزارة التخطيط والتعاون الدولي والحكومة اليابانية لتدريب وتأهيل الكوادر العراقية في مختلف المجالات في الأردن.

### حجم التجارة بين البلدين
بحسب الإحصاءات الصادرة عن مكتب المستشار التجاري العراقي في عمان، فإن حجم الصادرات الأردنية الكلية للعراق بعد عام 2003، هو أعلى من جميع المعدلات في الفترة من 1994-2003.
فقد بلغت قيمة صادرات الأردن للعراق عام 2002، قبل عام من غزو العراق، قرابة 150 مليون دولار، فارتفعت عام 2008 بنسبة 900 في المائة، حيث بلغت 1.3 مليار دولار، ويتوقع ان ترتفع إلى 1.6 مليار دولار في نهاية العام الحالي.
ويتجه حجم الصادرات الأردنية للعراق حاليا إلى الارتفاع مقارنة مع العام الماضي، إذ ارتفع حجمها بنسبة 43.8 في المائة في الربع الأول من العام الحالي، مقارنة مع نفس الفترة من العام السابق، وبقيمة 83.7 مليون دولار شهريا.
أهم السلع التي يستوردها الأردن من العراق تتمثل في سماد اليوريا والحديد ومشتقاته، ومواد كيميائية، والألمنيوم ومشتقاته، والتبن والقش.
أما أهم الصادرات الأردنية إلى العراق فتتمثل في مواد الحليب، والخضار والفاكهة، والسمن النباتي، والمشروبات الغازية، والاسمنت، وأسلاك الكوابل، ومستحضرات الغسيل، وزيوت التشحيم، والبلاستيك، وسماد ثنائي فوسفات الأمونيا.

## التمثيل الدبلوماسي
للعراق سفارة في عمان، وللأردن سفارة في بغداد، وقنصلية في أربيل.